# Albons (kommunhuvudort)
Albons är en kommunhuvudort i Spanien.   Den ligger i provinsen Província de Girona och regionen Katalonien, i den östra delen av landet, 600 km öster om huvudstaden Madrid. Albons ligger 13 meter över havet och antalet invånare är 558.
Terrängen runt Albons är platt åt nordväst, men åt sydost är den kuperad. En vik av havet är nära Albons åt nordost. Runt Albons är det ganska tätbefolkat, med 124 invånare per kvadratkilometer. Närmaste större samhälle är L'Escala, 4,7 km nordost om Albons. 